# Las palabras de Max
Las palabras de Max es una película española dirigida por Emilio Martínez-Lázaro. Obtuvo el Oso de Oro del Festival de Berlín en 1978. Se estrenó en España el 1 de junio de 1978. Es el primer largometraje en solitario de su director tras participar en Pastel de sangre (1971).

## Argumento
La película se centra en la vida de Max (Ignacio Fernández de Castro) un sociólogo quincuagenario y separado que vive con su hija adolescente, Sara (Gracia Querejeta).

## Reparto
La película supuso el debut en la interpretación del sociólogo Ignacio Fernández de Castro y de Gracia Querejeta, que en el momento del rodaje tenía 14 años de edad. Posteriormente ninguno de los dos volvió a ponerse delante de una cámara para ejercer de actor. El reparto principal de la película lo completan Myriam De Maeztu, Cecilia Villarreal, Héctor Alterio y María de la Riva.

## Premios y candidaturas
Festival de Berlín
| Año  | Categoría  | Película            | Resultado |
| ---- | ---------- | ------------------- | --------- |
| 1978 | Oso de oro | Las palabras de Max | Ganadora  |